# Zakrajc Brodski
Zakrajc Brodski je naselje u Hrvatskoj u sastavu općine Skrada. Nalazi se u Primorsko-goranskoj županiji.

## Zemljopis
Sjeverozapadno je Vrh Brodski, sjeverno-sjeverozapadno je Golik, sjeveroistočno je Raskrižje, istočno-sjeveroistočno su Trški Lazi i Rasohe, istočno-jugoistočno je Gorica Skradska, jugoistočno je Pucak, južno-jugozapadno je Donji Ložac, jugozapadno je Iševnica.

## Stanovništvo
| broj stanovnika | 94    | 38    | 34    | 31    | 24    | 47    | 46    | 36    | 29    | 37    | 24    | 19    | 7     | 3     | 1     | 1     | 1     |
|                 | 1857. | 1869. | 1880. | 1890. | 1900. | 1910. | 1921. | 1931. | 1948. | 1953. | 1961. | 1971. | 1981. | 1991. | 2001. | 2011. | 2021. |